# Denis T. O’Connor

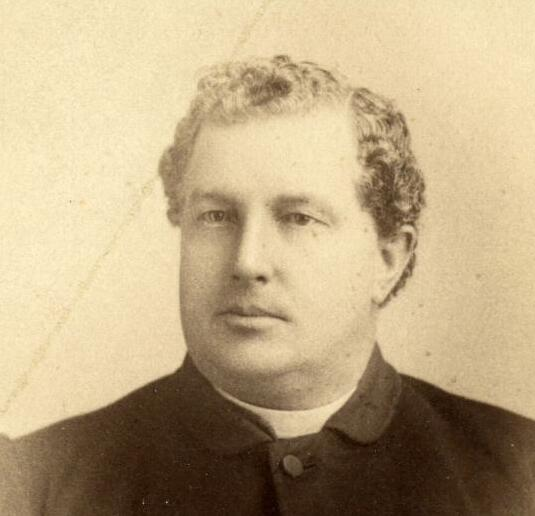
Denis T. O’Connor als Priester

Denis T. O’Connor CSB, auch Dennis T. O’Connor (* 28. März 1841 in Pickering, Oberkanada; † 30. Juni 1911 in Toronto) war ein kanadischer römisch-katholischer Geistlicher, Erzieher und Erzbischof von Toronto.

## Leben

### Herkunft und frühe Jahre
Er war das älteste der drei Kinder von Denis O’Connor, einem Landwirt, und dessen Ehefrau Mary O’Leary. Im September 1852 wurde er am St Michael’s College in Toronto angemeldet, er gehörte der Gründungsklasse dieser Bildungseinrichtung an. Im Juni 1859 trat er nach Beendigung seiner schulischen Ausbildung der Kongregation des Heiligen Basilius bei und legte ein Jahr später die ersten Gelübde ab. Danach reiste er nach Frankreich, um an den Basilianerhochschulen in Feyzin und Annonay Theologie zu studieren. Eine Tuberkulose-Infektion erzwang 1863 seine Rückkehr nach Toronto, wo er am 8. Dezember desselben Jahres in der St Mary’s Church die Priesterweihe empfing. Während der nächsten fünf Jahre war er aufgrund seiner Erkrankung weitgehend arbeitsunfähig.

### Wirken als Erzieher
Als O’Connor 1869 an das St Michael’s College zurückkehrte, wurde er sogleich zum Administrator des Seminars bestellt, da der Superior Charles Vincent für längere Zeit abwesend war. So fiel das Augenmerk von Jean-Mathieu Soulerin, dem Generalsuperior der Basilianer, auf O’Connor. Sein Generaloberer beauftragte ihn damit, Charles Vincent bei Verhandlungen der Basilianer mit Bischof John Walsh von Sandwich zu unterstützen, um der Kongregation das Assumption College in Sandwich (heute Windsor) zu übertragen. O’Connor war hierbei Verhandlungsführer der Basilianer. Es gelang ihm, die Standpunkte von Bischof Walsh und Generalsuperior Soulerin zusammenzubringen, und der am 27. September 1869 unterzeichnete Vertrag gab den Basilianern die Kontrolle über das College, die dazugehörige Pfarrgemeinde und 80 acres (etwa 32 ha) Land für eine Dauer von 499 Jahren. O’Connor wurde die Leitung des College und der Pfarrei übertragen, die er am 20. Juli 1870 antrat. Dort erwartete ihn eine atemberaubende Herausforderung: Das College-Gebäude geriet in Verfall, nur wenige Studenten hatten sich für das nächste Studienjahr eingeschrieben, ein Dozentenkollegium gab es so gut wie nicht und das Budget betrug gerade einmal 300 kanadische Dollar.
So übernahm O’Connor gleichzeitig die Aufgaben des Superiors, des Schatzmeisters und des Professors für Philosophie, daneben widmete er sich persönlich der Buchhaltung und dem Schriftwechsel. Während seiner 20-jährigen Leitung – die längste Amtszeit in der Geschichte des College – verdreifachte er die Studentenzahl, erweiterte die Lehrpläne und ließ zwei neue Gebäudeflügel errichten. Darüber hinaus war er verantwortlich für die seelsorgliche Betreuung der Pfarrgemeinden St John the Baptist in Amherstburg und St Anne’s in Detroit durch Basilianerpriester. Als im Juni 1877 der päpstliche Delegat George Conroy das College besuchte, wurden O’Connor’s Leistungen deutlich. 1888 verlieh Papst Leo XIII. ihm die theologische Doktorwürde. Als er zwei Jahre später Bischof von London in Ontario wurde, hinterließ O’Connor ein wohlgeordnetes und in der Provinz Ontario hochangesehenes College.

### Kirchliche Laufbahn
Am 18. Juli 1890 wurde Denis T. O’Connor zum Bischof von London in Ontario erwählt. Die Bischofsweihe spendete ihm am 19. Oktober desselben Jahres der Erzbischof von Toronto, John Walsh; Mitkonsekratoren waren John Samuel Foley, Bischof von Detroit, und Thomas Joseph Dowling, Bischof von Hamilton.
Am 7. Januar 1899 wurde ihm das Erzbistum Toronto übertragen. Hier war die katholische Gesellschaft in starkem Wandel begriffen. Katholiken gehörten nun nicht mehr hauptsächlich der Schicht unqualifizierter und schlechtbezahlter Arbeiter an, sondern waren mehr und mehr Geschäftsleute, Angestellte und Angehörige der Freien Berufe; so lebten sie nun auch in allen Stadtteilen und in den Vororten. Aufgrund dieser gesellschaftlichen Veränderungen heirateten sie nun vermehrt Nicht-Katholiken, manchmal mit einem Dispens der Kirche versehen, wesentlich öfter aber ohne einen solchen. Im Jahr 1897 betrug der Anteil solcher „Mischehen“ an den katholischen kirchlichen Eheschließungen etwa 20 %, mehr als doppelt so viele Ehen gemischtkonfessioneller Paare wurden jedoch außerhalb der römisch-katholischen Kirche geschlossen. Erzbischof O’Connor richtete nun sein Augenmerk hierauf und bestimmte, dass alle Dispensersuchen schriftlich an ihn persönlich gerichtet werden müssten. Auf diese Weise gelang es ihm, den Anteil gemischtkonfessioneller Eheschließungen mit Dispens im Erzbistum Toronto bis 1901 auf 6 % und bis 1907 auf weniger als 3 % zu reduzieren. Doch erhob sich hiergegen auch Widerstand. Staatliche Statistiken zeigen, dass Katholiken in der Folge eher die römisch-katholische Kirche verließen, um Nicht-Katholiken zu ehelichen. Im York County etwa entfielen auf acht Paare, die um Dispens ersuchten und diesen erhielten, 90 Paare, die in protestantischen Kirchen heirateten. Katholiken aus den führenden Familien Torontos hingegen ersuchten beim Apostolischen Delegaten und weiter in Rom um Dispens; und Gemeindepfarrer, die es für besser hielten, Menschen in der römisch-katholischen Kirche zu verheiraten als den katholischen Ehegatten und zukünftige Kinder an den Protestantismus zu verlieren, unterstützten häufig solche Gesuche.
Ein weiterer Konfliktherd tat sich im Bereich der Kirchenmusik auf. Erzbischof O’Connor war einer der wenigen nordamerikanischen Bischöfe, die Pius X. Motu proprio Tra le sollecitudini wortgetreu einhielten. Auf dieser Grundlage verbot er gemischte Chöre, ordnete an, dass die Frauen die Kirchenchöre zu verlassen hätten und verbot Kompositionen „weltlicher“ Komponisten wie Wolfgang Amadeus Mozart und Joseph Haydn. Weitere Misshelligkeiten mit dem Klerus entstanden, als O’Connor Examina für alle Priester einführte, deren Weihe noch keine vier Jahre zurücklag.
Alles dies führte zu mehr und mehr Beschwerden der Laien, aber auch der Priesterschaft, so dass er sich schließlich zum Rücktritt veranlasst sah, der am 4. Mai 1908 von Rom bestätigt wurde. Am gleichen Tag wurde Denis T. O’Connor zum Titularerzbischof von Laodicea in Syria ernannt.

### Letzte Jahre und Tod
Nach seinem Rücktritt zog Denis T. O’Connor sich in das Novizenhaus der Barnabiten in Toronto zurück. Für kurze Zeit trat er noch einmal in das Licht der kirchlichen Öffentlichkeit, als sein Nachfolger Fergus Patrick McEvay am 10. Mai 1911 gestorben war und Erzbischof O’Connor noch einmal Torontos Schulkindern das Sakrament der Firmung spendete.
Er starb einige Wochen später an einer chronischen Nierenkrankheit und den Folgen einer Diabetes.